# Unicodeblock Varang Kshiti
Der Unicodeblock Varang Kshiti (engl. „Warang Citi“, U+118A0 bis U+118FF) enthält die Zeichen der Schrift „Varang Kshiti“, eine Abugida zum Schreiben der Ho-Sprache.

## Liste
Alle Zeichen haben die bidirektionale Klasse „links nach rechts“.
| Unicodenummer   | Zeichen (400 %) | Kategorie                               | Offizielle Bezeichnung          | Beschreibung                      |
| --------------- | --------------- | --------------------------------------- | ------------------------------- | --------------------------------- |
| U+118A0 (71840) | 𑢠               | Großbuchstabe                           | WARANG CITI CAPITAL LETTER NGAA | Varang-Kshiti-Großbuchstabe Ngaa  |
| U+118A1 (71841) | 𑢡               | Großbuchstabe                           | WARANG CITI CAPITAL LETTER A    | Varang-Kshiti-Großbuchstabe A     |
| U+118A2 (71842) | 𑢢               | Großbuchstabe                           | WARANG CITI CAPITAL LETTER WI   | Varang-Kshiti-Großbuchstabe Wi    |
| U+118A3 (71843) | 𑢣               | Großbuchstabe                           | WARANG CITI CAPITAL LETTER YU   | Varang-Kshiti-Großbuchstabe Yu    |
| U+118A4 (71844) | 𑢤               | Großbuchstabe                           | WARANG CITI CAPITAL LETTER YA   | Varang-Kshiti-Großbuchstabe Ya    |
| U+118A5 (71845) | 𑢥               | Großbuchstabe                           | WARANG CITI CAPITAL LETTER YO   | Varang-Kshiti-Großbuchstabe Yo    |
| U+118A6 (71846) | 𑢦               | Großbuchstabe                           | WARANG CITI CAPITAL LETTER II   | Varang-Kshiti-Großbuchstabe Ii    |
| U+118A7 (71847) | 𑢧               | Großbuchstabe                           | WARANG CITI CAPITAL LETTER UU   | Varang-Kshiti-Großbuchstabe Uu    |
| U+118A8 (71848) | 𑢨               | Großbuchstabe                           | WARANG CITI CAPITAL LETTER E    | Varang-Kshiti-Großbuchstabe E     |
| U+118A9 (71849) | 𑢩               | Großbuchstabe                           | WARANG CITI CAPITAL LETTER O    | Varang-Kshiti-Großbuchstabe O     |
| U+118AA (71850) | 𑢪               | Großbuchstabe                           | WARANG CITI CAPITAL LETTER ANG  | Varang-Kshiti-Großbuchstabe Ang   |
| U+118AB (71851) | 𑢫               | Großbuchstabe                           | WARANG CITI CAPITAL LETTER GA   | Varang-Kshiti-Großbuchstabe Ga    |
| U+118AC (71852) | 𑢬               | Großbuchstabe                           | WARANG CITI CAPITAL LETTER KO   | Varang-Kshiti-Großbuchstabe Ko    |
| U+118AD (71853) | 𑢭               | Großbuchstabe                           | WARANG CITI CAPITAL LETTER ENY  | Varang-Kshiti-Großbuchstabe Eny   |
| U+118AE (71854) | 𑢮               | Großbuchstabe                           | WARANG CITI CAPITAL LETTER YUJ  | Varang-Kshiti-Großbuchstabe Yuj   |
| U+118AF (71855) | 𑢯               | Großbuchstabe                           | WARANG CITI CAPITAL LETTER UC   | Varang-Kshiti-Großbuchstabe Uc    |
| U+118B0 (71856) | 𑢰               | Großbuchstabe                           | WARANG CITI CAPITAL LETTER ENN  | Varang-Kshiti-Großbuchstabe Enn   |
| U+118B1 (71857) | 𑢱               | Großbuchstabe                           | WARANG CITI CAPITAL LETTER ODD  | Varang-Kshiti-Großbuchstabe Odd   |
| U+118B2 (71858) | 𑢲               | Großbuchstabe                           | WARANG CITI CAPITAL LETTER TTE  | Varang-Kshiti-Großbuchstabe Tte   |
| U+118B3 (71859) | 𑢳               | Großbuchstabe                           | WARANG CITI CAPITAL LETTER NUNG | Varang-Kshiti-Großbuchstabe Nung  |
| U+118B4 (71860) | 𑢴               | Großbuchstabe                           | WARANG CITI CAPITAL LETTER DA   | Varang-Kshiti-Großbuchstabe Da    |
| U+118B5 (71861) | 𑢵               | Großbuchstabe                           | WARANG CITI CAPITAL LETTER AT   | Varang-Kshiti-Großbuchstabe At    |
| U+118B6 (71862) | 𑢶               | Großbuchstabe                           | WARANG CITI CAPITAL LETTER AM   | Varang-Kshiti-Großbuchstabe Am    |
| U+118B7 (71863) | 𑢷               | Großbuchstabe                           | WARANG CITI CAPITAL LETTER BU   | Varang-Kshiti-Großbuchstabe Bu    |
| U+118B8 (71864) | 𑢸               | Großbuchstabe                           | WARANG CITI CAPITAL LETTER PU   | Varang-Kshiti-Großbuchstabe Pu    |
| U+118B9 (71865) | 𑢹               | Großbuchstabe                           | WARANG CITI CAPITAL LETTER HIYO | Varang-Kshiti-Großbuchstabe Hiyo  |
| U+118BA (71866) | 𑢺               | Großbuchstabe                           | WARANG CITI CAPITAL LETTER HOLO | Varang-Kshiti-Großbuchstabe Holo  |
| U+118BB (71867) | 𑢻               | Großbuchstabe                           | WARANG CITI CAPITAL LETTER HORR | Varang-Kshiti-Großbuchstabe Horr  |
| U+118BC (71868) | 𑢼               | Großbuchstabe                           | WARANG CITI CAPITAL LETTER HAR  | Varang-Kshiti-Großbuchstabe Har   |
| U+118BD (71869) | 𑢽               | Großbuchstabe                           | WARANG CITI CAPITAL LETTER SSUU | Varang-Kshiti-Großbuchstabe Ssuu  |
| U+118BE (71870) | 𑢾               | Großbuchstabe                           | WARANG CITI CAPITAL LETTER SII  | Varang-Kshiti-Großbuchstabe Sii   |
| U+118BF (71871) | 𑢿               | Großbuchstabe                           | WARANG CITI CAPITAL LETTER VIYO | Varang-Kshiti-Großbuchstabe Viyo  |
| U+118C0 (71872) | 𑣀               | Kleinbuchstabe                          | WARANG CITI SMALL LETTER NGAA   | Varang-Kshiti-Kleinbuchstabe Ngaa |
| U+118C1 (71873) | 𑣁               | Kleinbuchstabe                          | WARANG CITI SMALL LETTER A      | Varang-Kshiti-Kleinbuchstabe A    |
| U+118C2 (71874) | 𑣂               | Kleinbuchstabe                          | WARANG CITI SMALL LETTER WI     | Varang-Kshiti-Kleinbuchstabe Wi   |
| U+118C3 (71875) | 𑣃               | Kleinbuchstabe                          | WARANG CITI SMALL LETTER YU     | Varang-Kshiti-Kleinbuchstabe Yu   |
| U+118C4 (71876) | 𑣄               | Kleinbuchstabe                          | WARANG CITI SMALL LETTER YA     | Varang-Kshiti-Kleinbuchstabe Ya   |
| U+118C5 (71877) | 𑣅               | Kleinbuchstabe                          | WARANG CITI SMALL LETTER YO     | Varang-Kshiti-Kleinbuchstabe Yo   |
| U+118C6 (71878) | 𑣆               | Kleinbuchstabe                          | WARANG CITI SMALL LETTER II     | Varang-Kshiti-Kleinbuchstabe Ii   |
| U+118C7 (71879) | 𑣇               | Kleinbuchstabe                          | WARANG CITI SMALL LETTER UU     | Varang-Kshiti-Kleinbuchstabe Uu   |
| U+118C8 (71880) | 𑣈               | Kleinbuchstabe                          | WARANG CITI SMALL LETTER E      | Varang-Kshiti-Kleinbuchstabe E    |
| U+118C9 (71881) | 𑣉               | Kleinbuchstabe                          | WARANG CITI SMALL LETTER O      | Varang-Kshiti-Kleinbuchstabe O    |
| U+118CA (71882) | 𑣊               | Kleinbuchstabe                          | WARANG CITI SMALL LETTER ANG    | Varang-Kshiti-Kleinbuchstabe Ang  |
| U+118CB (71883) | 𑣋               | Kleinbuchstabe                          | WARANG CITI SMALL LETTER GA     | Varang-Kshiti-Kleinbuchstabe Ga   |
| U+118CC (71884) | 𑣌               | Kleinbuchstabe                          | WARANG CITI SMALL LETTER KO     | Varang-Kshiti-Kleinbuchstabe Ko   |
| U+118CD (71885) | 𑣍               | Kleinbuchstabe                          | WARANG CITI SMALL LETTER ENY    | Varang-Kshiti-Kleinbuchstabe Eny  |
| U+118CE (71886) | 𑣎               | Kleinbuchstabe                          | WARANG CITI SMALL LETTER YUJ    | Varang-Kshiti-Kleinbuchstabe Yuj  |
| U+118CF (71887) | 𑣏               | Kleinbuchstabe                          | WARANG CITI SMALL LETTER UC     | Varang-Kshiti-Kleinbuchstabe Uc   |
| U+118D0 (71888) | 𑣐               | Kleinbuchstabe                          | WARANG CITI SMALL LETTER ENN    | Varang-Kshiti-Kleinbuchstabe Enn  |
| U+118D1 (71889) | 𑣑               | Kleinbuchstabe                          | WARANG CITI SMALL LETTER ODD    | Varang-Kshiti-Kleinbuchstabe Odd  |
| U+118D2 (71890) | 𑣒               | Kleinbuchstabe                          | WARANG CITI SMALL LETTER TTE    | Varang-Kshiti-Kleinbuchstabe Tte  |
| U+118D3 (71891) | 𑣓               | Kleinbuchstabe                          | WARANG CITI SMALL LETTER NUNG   | Varang-Kshiti-Kleinbuchstabe Nung |
| U+118D4 (71892) | 𑣔               | Kleinbuchstabe                          | WARANG CITI SMALL LETTER DA     | Varang-Kshiti-Kleinbuchstabe Da   |
| U+118D5 (71893) | 𑣕               | Kleinbuchstabe                          | WARANG CITI SMALL LETTER AT     | Varang-Kshiti-Kleinbuchstabe At   |
| U+118D6 (71894) | 𑣖               | Kleinbuchstabe                          | WARANG CITI SMALL LETTER AM     | Varang-Kshiti-Kleinbuchstabe Am   |
| U+118D7 (71895) | 𑣗               | Kleinbuchstabe                          | WARANG CITI SMALL LETTER BU     | Varang-Kshiti-Kleinbuchstabe Bu   |
| U+118D8 (71896) | 𑣘               | Kleinbuchstabe                          | WARANG CITI SMALL LETTER PU     | Varang-Kshiti-Kleinbuchstabe Pu   |
| U+118D9 (71897) | 𑣙               | Kleinbuchstabe                          | WARANG CITI SMALL LETTER HIYO   | Varang-Kshiti-Kleinbuchstabe Hiyo |
| U+118DA (71898) | 𑣚               | Kleinbuchstabe                          | WARANG CITI SMALL LETTER HOLO   | Varang-Kshiti-Kleinbuchstabe Holo |
| U+118DB (71899) | 𑣛               | Kleinbuchstabe                          | WARANG CITI SMALL LETTER HORR   | Varang-Kshiti-Kleinbuchstabe Horr |
| U+118DC (71900) | 𑣜               | Kleinbuchstabe                          | WARANG CITI SMALL LETTER HAR    | Varang-Kshiti-Kleinbuchstabe Har  |
| U+118DD (71901) | 𑣝               | Kleinbuchstabe                          | WARANG CITI SMALL LETTER SSUU   | Varang-Kshiti-Kleinbuchstabe Ssuu |
| U+118DE (71902) | 𑣞               | Kleinbuchstabe                          | WARANG CITI SMALL LETTER SII    | Varang-Kshiti-Kleinbuchstabe Sii  |
| U+118DF (71903) | 𑣟               | Kleinbuchstabe                          | WARANG CITI SMALL LETTER VIYO   | Varang-Kshiti-Kleinbuchstabe Viyo |
| U+118E0 (71904) | 𑣠               | Dezimalziffer                           | WARANG CITI DIGIT ZERO          | Varang-Kshiti-Ziffer Null         |
| U+118E1 (71905) | 𑣡               | Dezimalziffer                           | WARANG CITI DIGIT ONE           | Varang-Kshiti-Ziffer Eins         |
| U+118E2 (71906) | 𑣢               | Dezimalziffer                           | WARANG CITI DIGIT TWO           | Varang-Kshiti-Ziffer Zwei         |
| U+118E3 (71907) | 𑣣               | Dezimalziffer                           | WARANG CITI DIGIT THREE         | Varang-Kshiti-Ziffer Drei         |
| U+118E4 (71908) | 𑣤               | Dezimalziffer                           | WARANG CITI DIGIT FOUR          | Varang-Kshiti-Ziffer Vier         |
| U+118E5 (71909) | 𑣥               | Dezimalziffer                           | WARANG CITI DIGIT FIVE          | Varang-Kshiti-Ziffer Fünf         |
| U+118E6 (71910) | 𑣦               | Dezimalziffer                           | WARANG CITI DIGIT SIX           | Varang-Kshiti-Ziffer Sechs        |
| U+118E7 (71911) | 𑣧               | Dezimalziffer                           | WARANG CITI DIGIT SEVEN         | Varang-Kshiti-Ziffer Sieben       |
| U+118E8 (71912) | 𑣨               | Dezimalziffer                           | WARANG CITI DIGIT EIGHT         | Varang-Kshiti-Ziffer Acht         |
| U+118E9 (71913) | 𑣩               | Dezimalziffer                           | WARANG CITI DIGIT NINE          | Varang-Kshiti-Ziffer Neun         |
| U+118EA (71914) | 𑣪               | anderes Zahlzeichen                     | WARANG CITI NUMBER TEN          | Varang-Kshiti-Zahl Zehn           |
| U+118EB (71915) | 𑣫               | anderes Zahlzeichen                     | WARANG CITI NUMBER TWENTY       | Varang-Kshiti-Zahl Zwanzig        |
| U+118EC (71916) | 𑣬               | anderes Zahlzeichen                     | WARANG CITI NUMBER THIRTY       | Varang-Kshiti-Zahl Dreißig        |
| U+118ED (71917) | 𑣭               | anderes Zahlzeichen                     | WARANG CITI NUMBER FORTY        | Varang-Kshiti-Zahl Vierzig        |
| U+118EE (71918) | 𑣮               | anderes Zahlzeichen                     | WARANG CITI NUMBER FIFTY        | Varang-Kshiti-Zahl Fünfzig        |
| U+118EF (71919) | 𑣯               | anderes Zahlzeichen                     | WARANG CITI NUMBER SIXTY        | Varang-Kshiti-Zahl Sechzig        |
| U+118F0 (71920) | 𑣰               | anderes Zahlzeichen                     | WARANG CITI NUMBER SEVENTY      | Varang-Kshiti-Zahl Siebzig        |
| U+118F1 (71921) | 𑣱               | anderes Zahlzeichen                     | WARANG CITI NUMBER EIGHTY       | Varang-Kshiti-Zahl Achtzig        |
| U+118F2 (71922) | 𑣲               | anderes Zahlzeichen                     | WARANG CITI NUMBER NINETY       | Varang-Kshiti-Zahl Neunzig        |
| U+118FF (71935) | 𑣿               | anderer Buchstabe, Silbe oder Ideogramm | WARANG CITI OM                  | Varang-Kshiti-Om                  |